# Playa de la Hierbabuena
La playa de la Hierbabuena es una playa de Barbate (provincia de Cádiz, Andalucía, España), situada en el parque natural de La Breña y Marismas del Barbate.
Es conocida también como la "playa del Chorro", debido a la existencia de diversos flujos de agua en los acantilados cercanos.

## Características generales
Es una playa virgen, separada del núcleo urbano, que se extiende de este a oeste desde el puerto de Barbate hasta los acantilados del parque natural. Tiene una longitud de 950 metros y una anchura media variable de 70 metros.

## Características específicas

### Servicios
La playa de la Hierbabuena tiene pasarelas de acceso, varias zonas de aparcamiento, papeleras y servicio de recogida de basuras, pero carece de más servicios. La entrada principal se localiza al final del puerto de Barbate, al inicio de la carretera A-2233 que lleva a Los Caños de Meca.

### Entorno
La playa se enmarca dentro del parque natural de La Breña y Marismas del Barbate, rodeada de un vasto pinar de pino piñonero y acantilados. En estos últimos se suceden una serie de calas, algunas de las cuales son de difícil acceso, en las que se pueden observar algunas cuevas, destacando la "cueva del Cristo", llamada así porque posee una formación rocosa que se asemeja a una imagen religiosa.
Por otro lado, en la playa de la Hierbabuena comienza el sendero señalizado del Acantilado, que con 7,5 km de longitud llega hasta Los Caños de Meca.